# Palau de l'Aljaferia
L'Aljaferia és un castell-palau andalusí i mudèjar construït al segle xi a Saragossa.
Situat extramurs, a l'oest de la porta de Sancho, l'Aljaferia era al pla de l'Almozara, la zona on es desenvolupaven les ostentacions militars. Amb l'expansió urbana a través dels anys, l'edifici ha quedat dins de la ciutat.
Construït en la segona meitat del segle xi, per iniciativa del sultà Abu-Jàfar ibn Hud al-Múqtadir com a residència dels monarques Banu Hud de Saraqusta, aquest palau d'esbarjo, anomenat al-Jafariyya o palau de Jafar reflecteix l'esplendor assolida per l'emirat en el període del seu màxim apogeu polític i cultural. Passà a ser la residència dels reis cristians d'Aragó després de la conquesta d'Alfons I el Bataller en 1118. Destaca la reforma que realitzaren els Reis Catòlics en 1492. En 1593 Felip I d'Aragó la transformà en una caserna. Va ser reformat en els segles XII (1129), xiii (1260 i 1292), xiv (1301 i 1356), xv (1490-1493), xvi (1593), xviii (1772) i xix (1862).
Finalment fou restaurada per l'arquitecte Francisco Iñiguez Almechi des de 1947 fins a la seva mort el 1982, i continuades per Ángel Peropadre Muniesa fins al 1985. En 1980 va passar a propietat municipal i l'Ajuntament va cedir-lo per ser la seu de Corts d'Aragó el 1985. L'any 2001 fou declarat Patrimoni de la Humanitat com a part del conjunt d'arquitectura mudèjar d'Aragó.

## La Torre del Trobador[5]
L'edificació més antiga de l'Aljaferia és l'anomenada Torre del Trobador, que va rebre aquest nom a partir del drama romàntic d'Antonio García Gutiérrez, El trovador. És tracta d'una torre defensiva, de planta quadrangular i cinc pisos que data de finals dels segle ix, en el període governat pel primer tugíbida, Muhammad Alanqar. La torre manté vestigis de l'arrencada dels gruixuts murs d'aparell de carreus d'alabastre a la part inferior, i continuava amb altres d'encofrat de formigó simple de guix i calç, una mica més prims en guanyar alçada. L'exterior no reflecteix la divisió en cinc pisos interna i apareix com un enorme prisma massís trencat per obertures en espitllera. L'ingrés a l'interior s'efectuava a través d'una petita porta en alçada a la qual només es podia accedir mitjançant una escala portàtil. La seva funció inicial, era, per tots aquests indicis, eminentment militar.

La primera planta conserva l'estructura constructiva del segle ix, que alberga dues naus i sis trams separats per dos pilars cruciformes dels que parteixen arcs de ferradura rebaixats. La segona planta repeteix el mateix esquema espacial de l'anterior i s'hi poden observar restes d'una fàbrica musulmana del segle xi en els llenços de maó. A les dues últimes plantes, de factura mudèjar, els passa el mateix; encara que tenen més estructura cristiana, ja que els arcs són lleugerament apuntats i té planes de fusta.

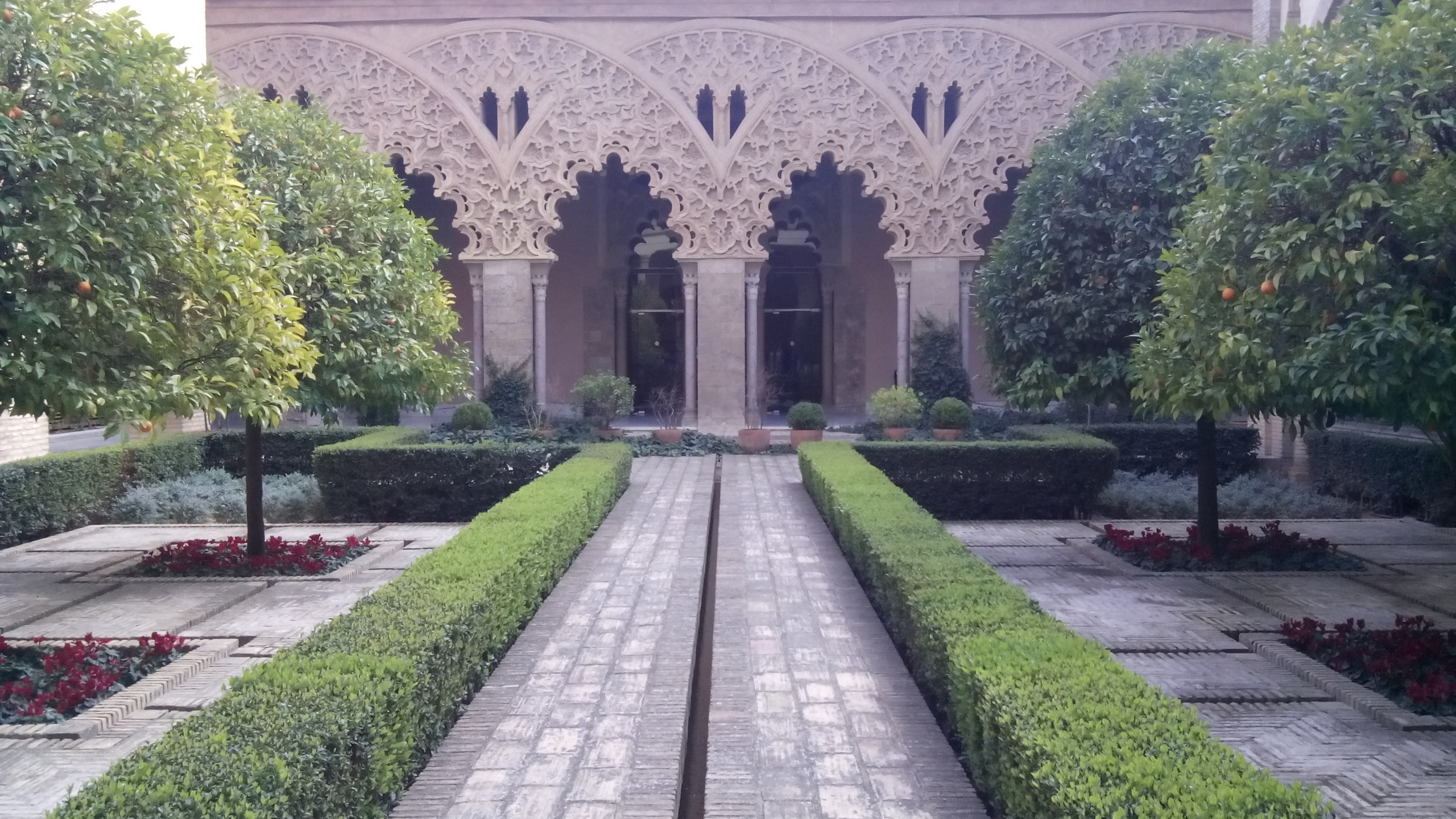
Pati de Santa Isabel del Palau de l'Aljaferia (Saragossa)

## El palau andalusí

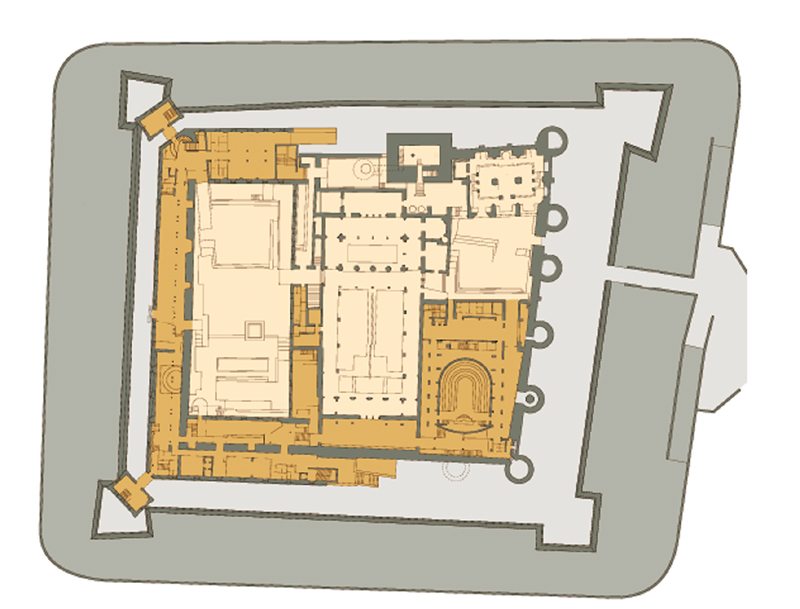
Planta de l'Aljafería després de la restauració de 1998.
En color marró fosc, l'hemicicle i les dependències de les Corts d'Aragó. En gris, la fossa.

L'Aljaferia és l'única construcció militar de l'Àndalus en pla i, juntament amb el ribat de Sussa, Tunísia, les úniques de tot l'Occident islàmic. És de planta quadrada i abraça una torre defensiva més antiga, la torre del Trobador. Com la major part de les construccions del segle xi a Saragossa, el seu origen és oriental, del conjunt cultural abbàssida-persa. El model pot ser el palau de Uhaydir (Iraq), a una escala major, ja que posseeix la mateixa planta quadrada, muralles de tàpia amb torrasses circulars i arcs ogivals.

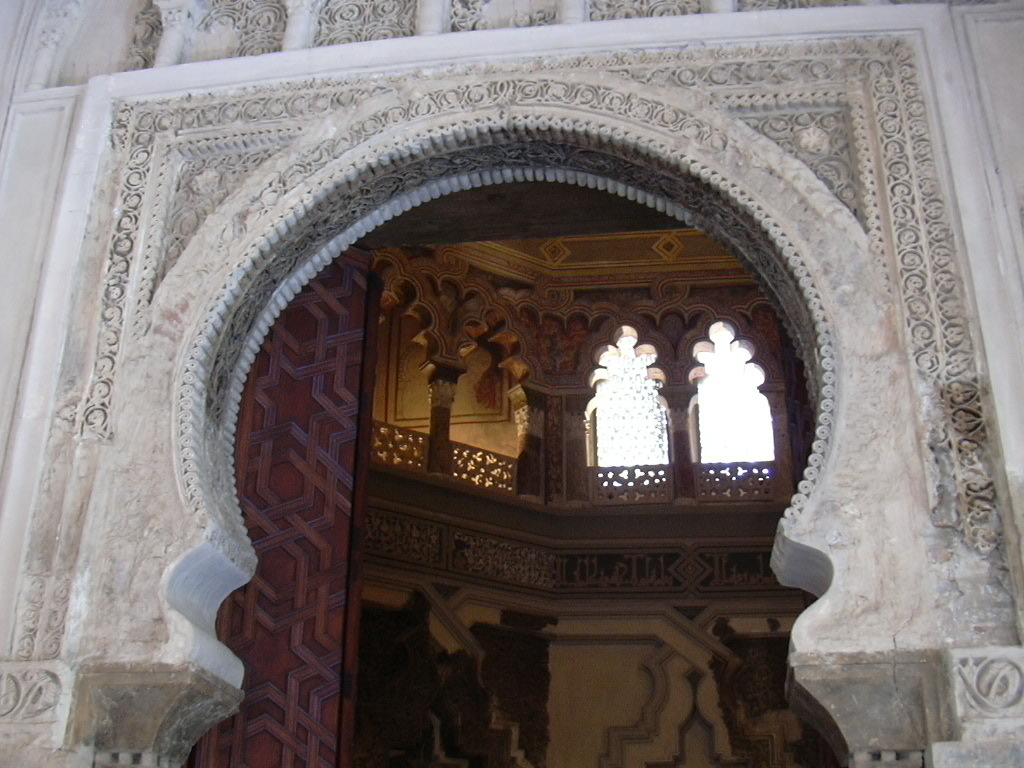
Saragossa. L'Aljaferia. Oratori

En la testera nord s'edifica el conjunt més important de dependències del palau de l'època dels Banu Hud, ja que inclou el Saló del Tron o Saló Daurat i la petita mesquita privada, situada al costat oriental del pòrtic d'accés que serveix d'avantsala a l'oratori. En el seu interior allotja un mihrab en l'angle sud-oriental, el nínxol, per tant, s'orienta en direcció a La Meca. Cap al sud, es troba una altra dependència de semblant grandària que aboca al pati per un pòrtic de grans arcuacions polilobulades. De nou hi ha un espai tripartit, i els seus extrems est i oest es perllonguen perpendicularment amb dues galeries laterals a què s'accedeix mitjançant amplis arcs polilobulats i que rematen en l'extrem dels seus braços en sengles arcs apuntats també polilobulats l'arrabà està decorat per complexes llaceries i relleus d'ataurics. Les traces d'arcs mixtilinis entrecreuats són característiques d'aquest palau i es dona per primera vegada a L'Aljaferia, des d'on es difondran a les futures edificacions islàmiques.
A l'extrem oriental del pòrtic d'entrada al Saló Daurat, es troba una petita mesquita o oratori privat per a ús del monarca i els seus cortesans. A ella s'accedeix a través d'una portada que acaba en un arc de ferradura inspirat en la Mesquita de Còrdova però amb salmers en forma de S, una novetat que imitarà l'art almoràvit i nassarita. El seu arrabà està profusament ornamentat amb decoració vegetal i sobre ell es disposa un fris d'arcs de mig punt entrecreuats. Ja a l'interior de l'oratori hi ha un espai reduït de planta quadrada però amb cantonades aixamfranades, que el converteix en una falsa planta octogonal. En el sector sud-est, orientat cap a La Meca, se situa el nínxol del mihrab. El frontal del mihrab es conforma també mitjançant un arc de ferradura. Seguint amb l'arc de la portada, un alfiz emmarca el seu extradós, en els carcanyols apareixen reenfonsades dues rosetes gallonadas, com també ho és la cúpula de l'interior del mihrab. La resta dels murs de la mesquita estan decorats amb arcs cecs mixtilíneos enllaçats i decorats en tota la superfície amb ataurics vegetals. Un sòcol de lloses quadrades de marbre recobreix la part inferior dels murs de la mesquita.
Tot això es remata en alçat amb un esplèndid conjunt d'arquets polilobulats entrecreuats, que, en aquest cas, no són cecs en la seva totalitat, atès que els de les cantonades en xamfrà deixen veure els angles de l'estructura de planta quadrada. Aquesta galeria és l'única que conserva restes de la decoració pictòrica del segle xi, els motius van ser rescatats per l'arquitecte Francisco Íñiguez Almech després de retirar l'emblanquinat amb què van ser coberts després del pas de l'Aljaferia a capella cristiana.
Els artistes que van tallar els capitells i les guixeries del palau de l'Aljafería van ornametar un altre palau a la ciutat de Balaguer, a la suda o Castell Formós. Aquests dos conjunts àulics són els únics que se sap amb seguretat que van ser construïts i decorats per un mateix taller d'alarifs; aquesta és la raó per la qual tots dos monuments bessons han de ser estudiats a l'uníson. No es coneix cap font escrita que proporcioni una cronologia absoluta per aquest palauet taifal de Balaguer, sense això, a jutjar pels esdeveniments històrics, devia ser construït entre els anys 1046/1047 i 1082.

## El palau mudèjar

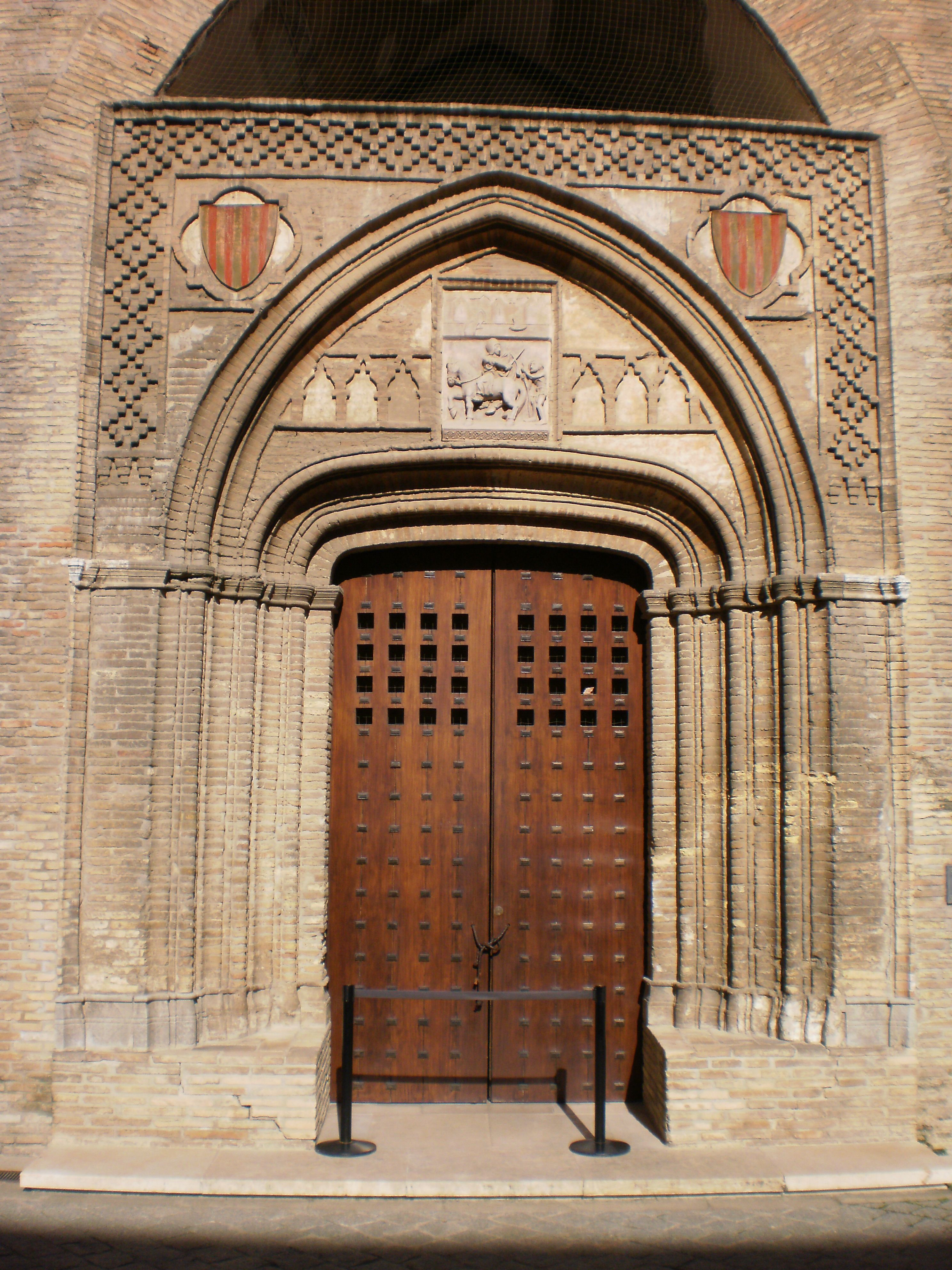
L'Aljaferia. Portada mudèjar de l'església de Sant Martí

Després de la presa de Saragossa per Alfons I el Batallador en 1118, l'Aljaferia va ser habilitada com a palau dels reis d'Aragó i com a església cristiana, i no va ser modificat substancialment fins al segle xiv amb l'actuació del rei Pere el Cerimoniós. Aquest rei va ampliar les dependències palatines en 1336 i va manar construir l'església de Sant Martí al pati d'ingrés a l'alcàsser. En aquesta època està documentat l'ús de l'Aljafería com a lloc de partida del recorregut que portava a La Seo, on els monarques aragonesos eren solemnement coronats i juraven els furs d'Aragó.
No es tracta d'un palau independent, sinó de l'ampliació del palau andalusí que encara estava en ús. Pere el Cerimoniós tractava de dotar de sales més àmplies, menjadors i dormitoris a l'Aljaferia, atès que les alcoves taifals s'havien quedat petites. Aquestes noves sales s'agrupen sobre el sector nord del palau andalusí, a diferents nivells d'alçada. Aquesta nova fàbrica mudèjar va ser extraordinàriament respectuosa amb la construcció preexistent, tant en planta com en alçat, i la integren tres amplis salons de planta rectangular coberts per extraordinaris aljarfes o sostres mudèjars de fusta.

## El palau dels Reis Catòlics
En els últims anys del segle xv els Reis Catòlics ordenen construir un palau per a ús real sobre l'ala nord del recinte andalusí, configurant una segona planta superposada a la del palau existent. L'edificació trencava les parts altes de les estades taifals, on es van inserir les bigues que haurien de fonamentar el nou palau. Les obres estan datades entre 1488 i 1495 i en elles van seguir participant mestres mudèjars, com Faraig i Mahoma de Gali, que, igual que va succeir amb Pere el Cerimoniós (Yucef i Mohamat Bellito) van mantenir la tradició d'alarifes mudèjars en l'Aljaferia. Va ser seu de la Inquisició espanyola.

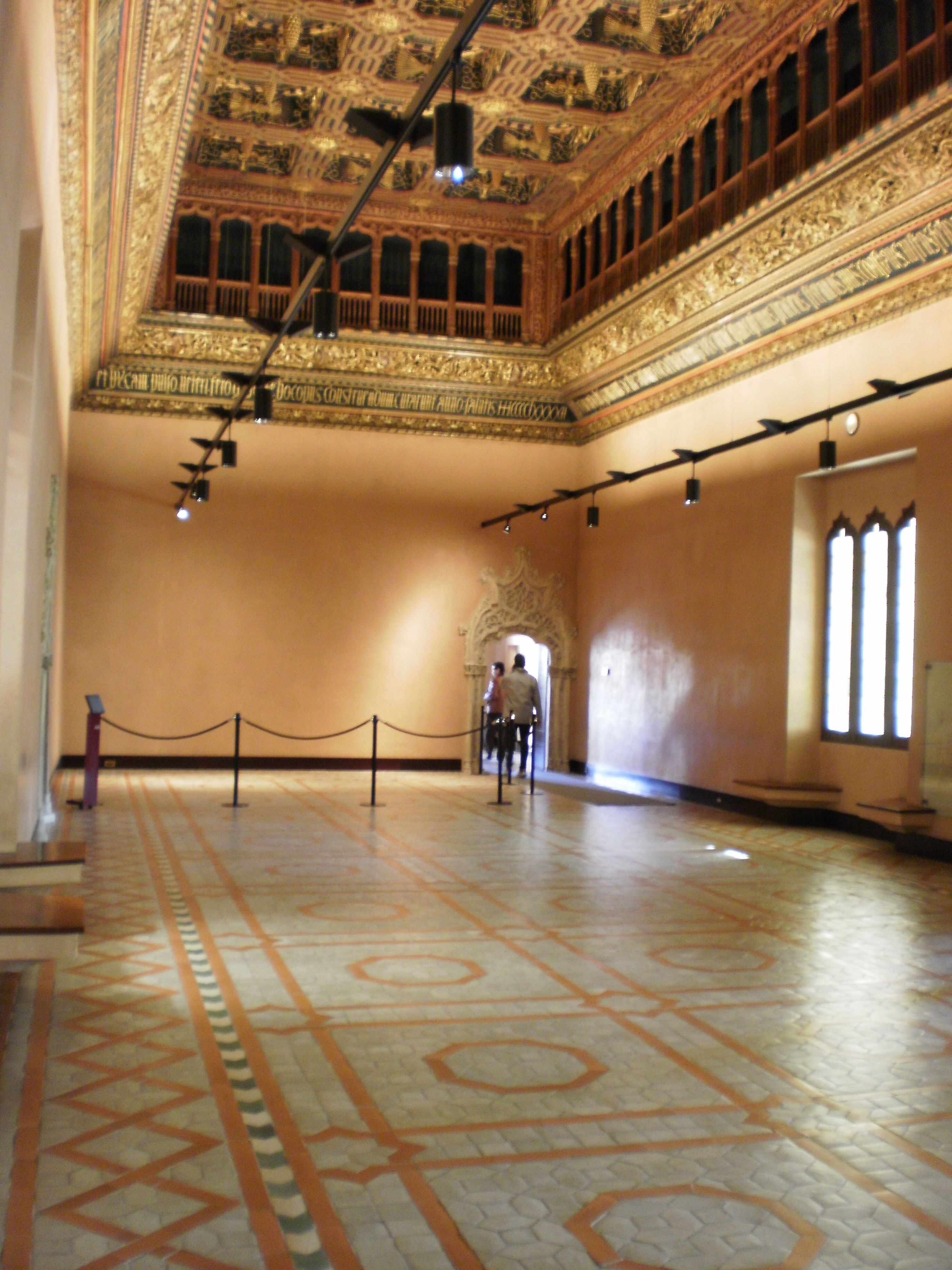
L'Aljaferia. Saló del tron

A palau s'accedeix pujant l'escala noble, una monumental construcció integrada per dos amplis trams amb ampits de guixeries geomètriques calades il·luminada per finestrals de mig punt angrelados de quina decoració de fulles i tiges d'arrel gòtica i influències mudèjars, rematats en ganxet sobre la clau dels arcs. El sostre, grandiós, com en la resta de les dependències palatines, es cobreix amb superbs revoltons de revoltó transversals disposades entre les jàsseres, i estan decorades amb pintura al tremp amb motius iconogràfics relatius als Reis Catòlics: el jou i les fletxes alternen amb requadres de decoració en grisalla de grotescs i candelieri, que anuncia la decoració típica del Renaixement.
Destaca la portada principal d'accés al saló del tron: d'arc rebaixat trilobat, guarnit amb un timpà de cinc lòbuls, en el centre apareix representat l'escut de la monarquia dels Reis Catòlics, en el qual figuren els blasons dels regnes de Castella, Lleó, Aragó, Sicília i Granada, sostingut per dos lleons tenents. La resta del camp decoratiu s'acaba amb una delicada ornamentació vegetal de factura calada, que reapareix en els capitells correguts dels brancals. Tota la portada està treballada en guix endurit, que és el material predominant a cara vista en els interiors de l'Aljaferia, ja que els artesans mudèjars perpetuen els materials i tècniques habituals en l'islam.
En el mateix parament escorten l'ingrés dos amplis finestrals de triple arc mixtilini amb gelosies calades sobre les seves claus, gràcies als quals s'il·lumina l'espai interior de les sales règies. Un cop recorregut l'espai de la galeria, es disposen diverses sales que antecedeixen al gran Saló del Tron, que són denominades «sales dels passos perduts». Es tracta de tres petites habitacions de planta quadrada comunicades entre si per grans finestrals calats amb gelosies que donen al pati de Sant Martí, i que servien d'avantsales d'espera per als que anaven a ser rebuts en audiència pels reis.

## Deteriorament i restauració[7]
A partir de finals del segle XVI es van realitzar successives remodelacions del palau per donar-li una utilitat més militar que residencial. Especialment cal recordar les actuacions de Spannocchi per indicacions de Felip II a partir de 1591, les adaptacions per a les tropes franceses durant la guerra de Successió i, sobretot, la conversió en quarter militar de 1772 en què es van remodelar totes les façanes i es convertiren els allotjaments per a ús militar. Encara el 1862 s'afegiren 4 torres neogòtiques.

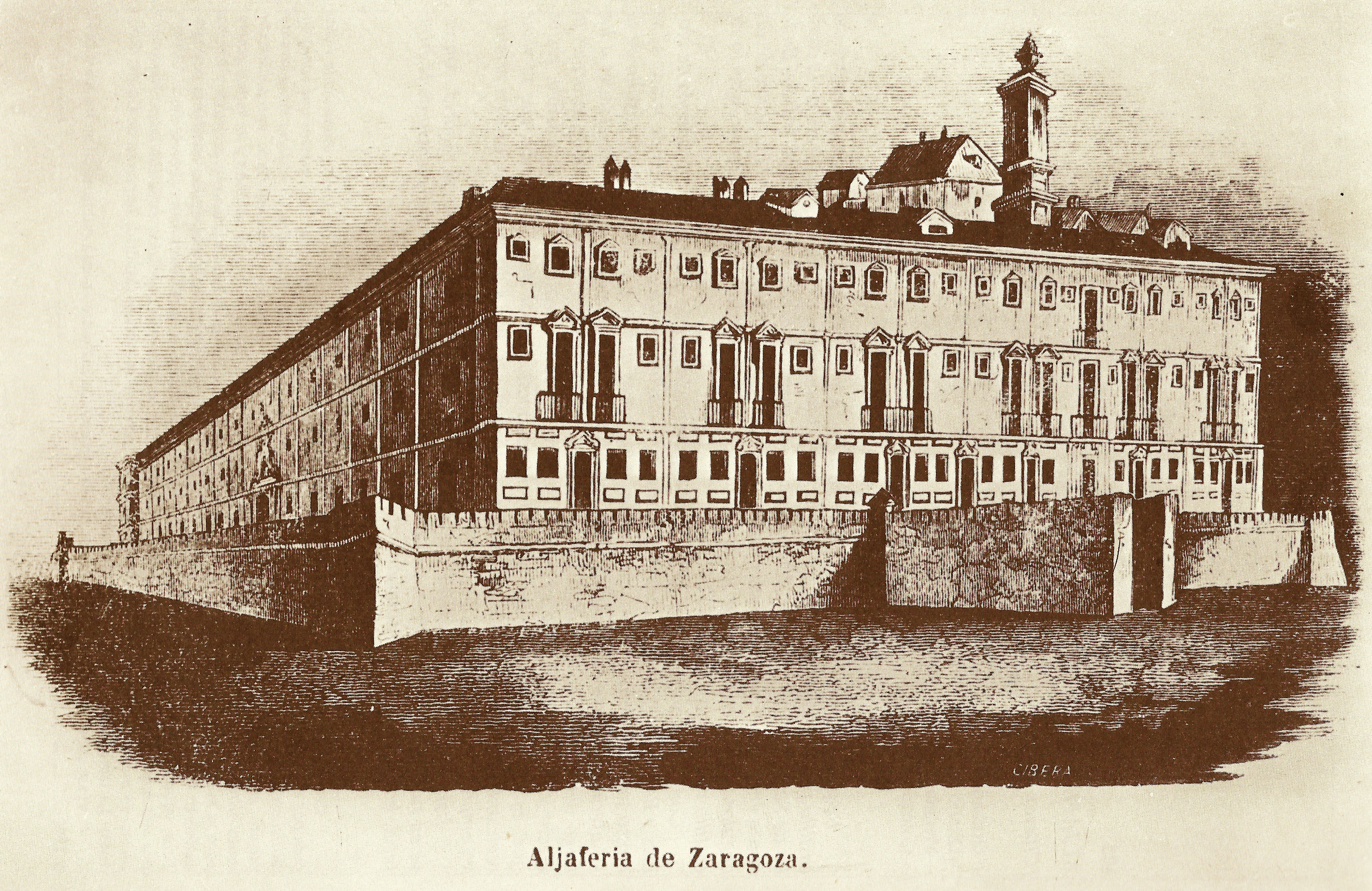
L'Aljaferia el 1848

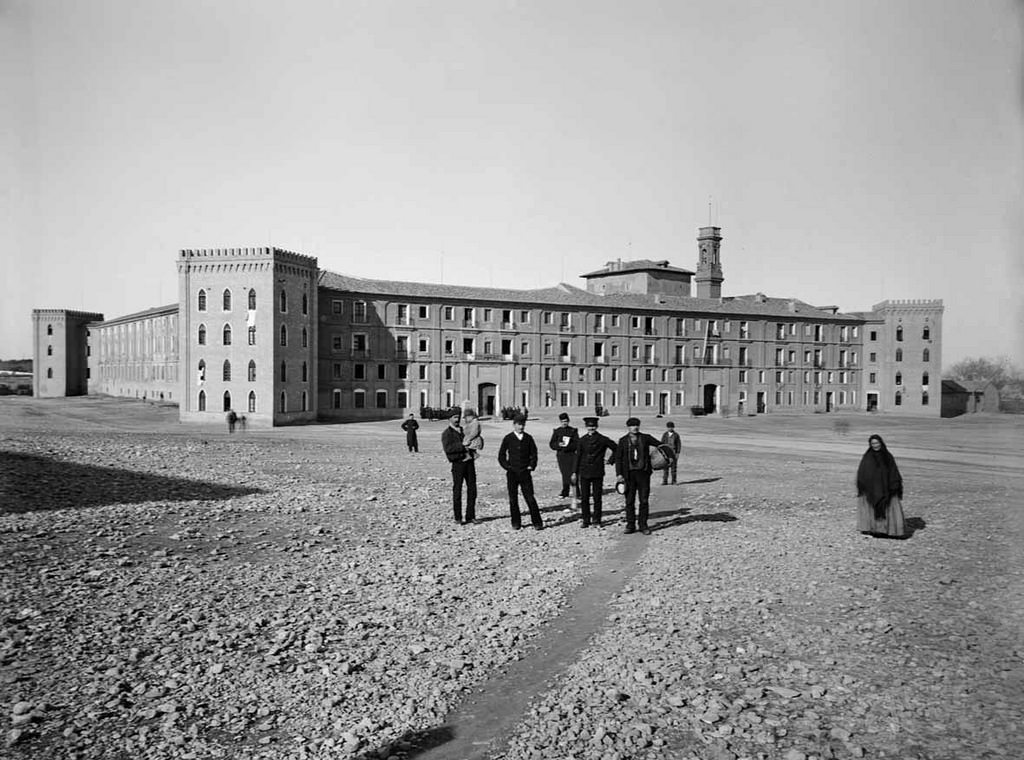
Estat del palau de l'Aljaferia a finals del segle XIX

A mitjan segle XIX ja es donà la veu d'alarma de la degradació del recinte en l'informe Descripción e historia del castillo de la Aljaferia de 1845 de Mariano Nougués. Aleshores es van iniciar unes tímides reformes, però el 1862 l'edifici passà a ser propietat del Ministeri de la Guerra que li donà l'aspecte de quarter que tenia fins a ben avançat el segle xx. De fet, no fou fins a l'any 1984 que s'inicià de manera decidida la restauració de l'edifici, amb la reconstrucció de les torres exteriors, gairebé del tot desaparegudes, i la rehabilitació dels espais interiors, pensant ja en el seu ús com a seu de les Corts d'Aragó.

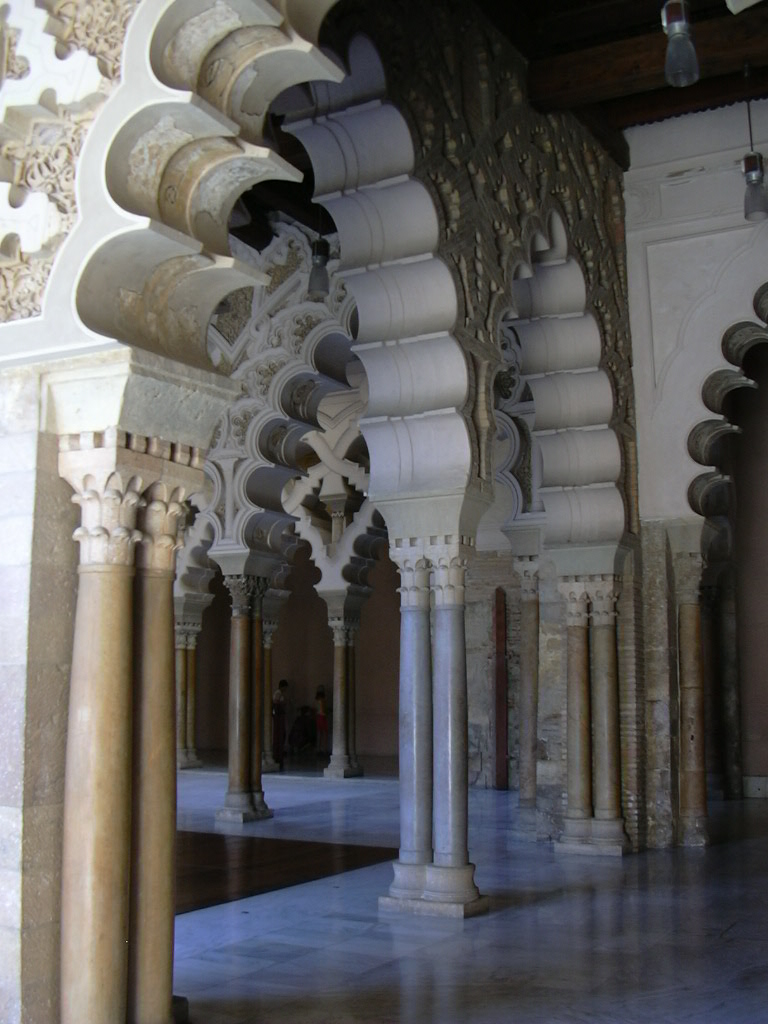
Detall de les columnes interiors.

.